# 飯野町 (宮崎県)
飯野町（いいのちょう）は宮崎県南西部、西諸県郡に属していた町。現在のえびの市東部にあたる。
本項では町制前の名称である飯野村（いいのむら）についても述べる。

## 地理
- 山：白鳥山、甑岳、硫黄山、鉄山、天狗山、内山
- 河川：川内川、池島川、白鳥川

## 歴史
- 1889年（明治22年）5月1日 - 町村制の施行により、原田村、大河平村、杉水流村、前田村、坂元村、大明司村、末永村、上江村、今西村、池島村が合併して西諸県郡飯野村が発足。
- 1940年（昭和15年）4月3日 - 飯野村が町制施行して飯野町となる。
- 1966年（昭和41年）11月3日 - 加久藤町・真幸町と合併してえびの町が発足。同日飯野町廃止。
- 1970年（昭和45年）12月1日 - えびの町が市制施行してえびの市となる。

## 首長
村長
- 肥田木基昌

## 交通

### 鉄道路線
- 日本国有鉄道
  - 吉都線
    - 上江駅（現・えびの上江駅） - 飯野駅（現・えびの飯野駅）

### 道路
- 国道221号

## 名所・旧跡・観光スポット・祭事・催事
- えびの高原
- 白鳥温泉
- 赤松千本原